# Ambeodontus binodosus
Ambeodontus binodosus är en skalbaggsart som beskrevs av Lacordaire 1869. Ambeodontus binodosus ingår i släktet Ambeodontus och familjen långhorningar. Inga underarter finns listade i Catalogue of Life.